# BorzoGallery

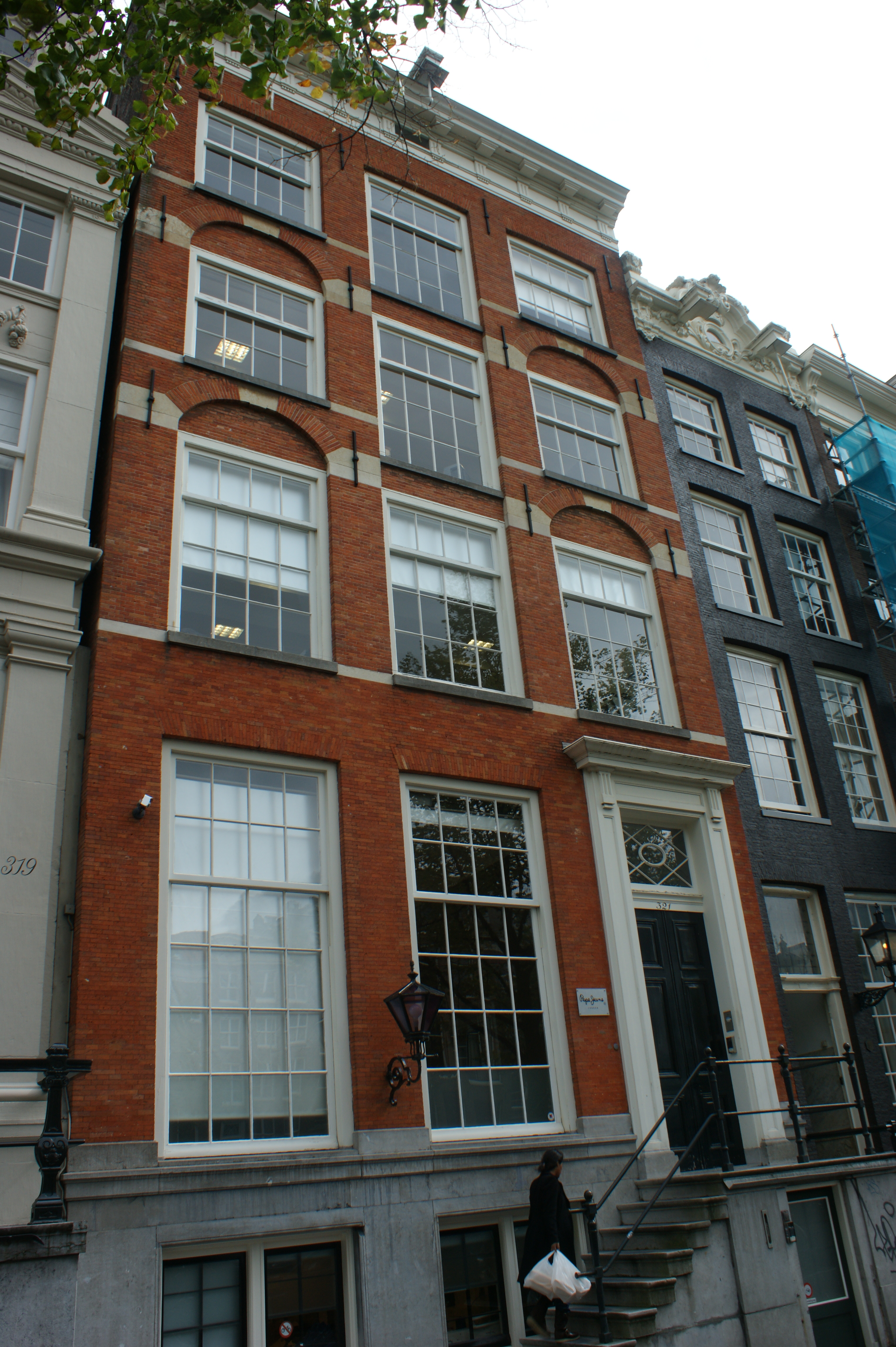
Keizersgracht 321

BorzoGallery is een galerie aan de Keizersgracht te Amsterdam voor moderne en hedendaagse kunst. De galerie is gespecialiseerd in Nul, ZERO, minimalisme en conceptuele kunst. Kunstenaars als Jan Schoonhoven, Ben Akkerman, Jan Henderikse, Herman de Vries, Ad Dekkers, Carel Visser en Ger van Elk zijn vertegenwoordigd in de collectie.

## Geschiedenis
In 1824 richtte de Italiaanse Joseph Borzo, samen met zijn vrouw Anna Maria Sala, in 's-Hertogenbosch Borzo Galerie op. Na zijn overlijden in 1839 zetten zijn vrouw en twee zoons het bedrijf voort en specialiseerden zich in het vervaardigen van spiegels, omlijstingen en ornamenten. Nadat het bedrijf een aantal keer van eigenaar was gewisseld, werd Borzo op 7 maart 1924 overgenomen door Jan J. van Rosmalen. Samen met zijn vrouw zette hij de bedrijfsvoering voort. Zijn zoons verlegden de aandacht naar de handel in kunst, waarna de naam van het bedrijf werd veranderd in Kunsthandel Borzo.
In 1987 ging het bedrijf over op de derde generatie toen Paul van Rosmalen eigenaar werd. Hij verlegde de aandacht van 19e-eeuwse en vroeg 20e-eeuwse kunst naar moderne en hedendaagse kunst. In 2005 verhuisde Borzo modern & contemporary art, zoals de galerie inmiddels heette, van 's-Hertogenbosch naar Amsterdam. Daar nam de galerie intrek in het pand Keizersgracht 516 dat in 1932 door de Hongaarse architect Alexander Bodon volgens de principes van het Nieuwe Bouwen werd ontworpen. Oorspronkelijk was hier gevestigd Boekhandel Schröder & Dupont en vanaf 1969 de toonaangevende galerie Collection d'Art van Cora de Vries. Voordat Borzo in 2005 haar intrek nam, heeft architect Wiel Arets het interieur in 2005 aangepast aan de tijd van nu met behoud van de elementen van Bodon. In de zomer van 2021 verhuisde de galerie naar Keizersgracht 321.
Sinds 2007 produceert BorzoGallery onder de titel BorzoNieuws publicaties behorende bij tentoonstellingen en beursdeelnames. Deze verschijnen in drukvorm en worden in digitale vorm op de website gepubliceerd.
De galerie neemt met regelmaat deel aan kunstbeurzen in binnen- en buitenland, waaronder Art Basel, Art Cologne, PAN Amsterdam en, sinds haar eerste editie in 1975, TEFAF.